# أحمد الفهمي
أحمد الفهمي (بالإنجليزية: Ahmed Al-Fahmi)‏؛ مواليد 12 ديسمبر 1990 في مكة، السعودية، هو لاعب كرة قدم سعودي يلعب لنادي القلعة.

## مسيرة اللاعب
كانت بداياته مع نادي الوحدة ووقع مع نادي القيصومة في عام 2016 و لعب معهم لمدة موسم بعدها إنظم إلى نادي القادسية و أعير إلى نادي الوشم ونادي الكوكب و لعب بعدها مع النادي العربي ونادي النعيرية ونادي الساحل ونادي القلعة.